# Barychelus badius
Espèce
Barychelus badius est une espèce d'araignées mygalomorphes de la famille des Barychelidae.

## Distribution
Cette espèce est endémique de Nouvelle-Calédonie. Elle se rencontre à Koné.

## Description
La femelle observée par Raven en 1994 mesure 28 mm

## Publication originale
- Simon, 1889 : Études arachnologiques. 21e Mémoire. XXXII. Descriptions d'espèces et the genres nouveaux de Nouvelle-Calédonie. Annales de la Société Entomologique de France, sér. 6, vol. 8, p. 237-247 (texte intégral).